# أنطونيا لوتنير
أنطونيا لوتنير (بالألمانية: Antonia Lottner) مواليد 13 أغسطس 1996 في ألمانيا، هي لاعبة كرة مضرب ألمانية وتحتل حالياً المرتبة 315 (7 مارس 2016) في تصنيف رابطة محترفات كرة المضرب. أعلى تصنيف لها في الفردي كان 267. أعلى تصنيف لها في الزوجي كان 131.

## النهائيات

### الفردي (5–1)
| الحصيلة | الرقم | التاريخ        | الدورة              | الأرضية | المنافس            | النتيجة       |
| ------- | ----- | -------------- | ------------------- | ------- | ------------------ | ------------- |
| الفوز   | 1.    | 31 أكتوبر 2011 | ستوكهولم، السويد    | صلبة    | كويرين لموين       | 4–6, 6–4, 7–5 |
| الفوز   | 2.    | 18 فبراير 2013 | ماكون، فرنسا        | صلبة    | آنا ريموندينا      | 7–5, 7–5      |
| الفوز   | 3.    | 17 يونيو 2013  | كولونيا، ألمانيا    | ترابية  | أناستاسيا فاسيليفا | 4–6, 6–4, 7–5 |
| الفوز   | 4.    | 18 أغسطس 2014  | براونشفايغ، ألمانيا | ترابية  | كوني بيرين         | 6–3, 6–3      |
| الفوز   | 5.    | 12 يناير 2015  | شتوتغارت، ألمانيا   | صلبة    | بيمرا أوزجن        | 3–6, 6–3, 6–2 |
| الوصافة | 1.    | 16 فبراير 2015 | آلتنكيرشن، ألمانيا  | سجاد    | كارينا ويثوفت      | 3–6, 4–6      |

## روابط خارجية
- أنطونيا لوتنير على موقع رابطة محترفات التنس (الإنجليزية)
- أنطونيا لوتنير على موقع الاتحاد الدولي لكرة المضرب (الإنجليزية)
- أنطونيا لوتنير على موقع كأس بيلي جين كينغ (الإنجليزية)
- أنطونيا لوتنير على موقع خلاصة التنس.كوم (الإنجليزية)
- أنطونيا لوتنير على موقع إي إس بي إن.كوم (الإنجليزية)